# Лепреон
Лепреон (греч. Λέπρεον) — деревня в Греции. Административно относится к общине Захаро в периферийной единице Элида в периферии Западная Греция. Расположен на высоте 258 м над уровнем моря, в холмах на одном из западных отрогов гор Минти, на правом берегу реки Толон, севернее долины реки Неда, к юго-востоку от Пиргоса и Захаро. Население 219 человек по переписи 2011 года.

## История
Район Лепреона населён с эпохи неолита. Доисторическое поселение эксплуатировало местные природные ресурсы и имело связи с поселениями Эгейского моря. Доисторический акрополь построен на холме Айос-Димитриос к востоку от современной деревни, где были найдены остатки поселения раннего элладского периода (2500—2000 гг. до н. э.). Некоторые ученые предложили отождествить поселение с городом Эпи (Αίπυ), упоминаемым Гомером в Списке кораблей.
Руины древнего города Лепрей (Лепреон, Лепрейон) расположены выше современной деревни. Город существовал с доисторического до византийского времени. Наибольшее значение он имел в классический и эллинистический периоды, когда он был столицей Трифилии. Город был сильно укреплён.
Согласно Геродоту город Лепрей входил в гексаполис («шестиградье»), который основали минийцы в Трифилии, области южной Элиды. В гимне «К Зевсу» Каллимах из Кирены называет Лепрей городом кавконов, исчезнувших в историческое время. По преданию в Лепрее была могила Кавкона. Во времена Павсания в Лепрее был храм Деметры из необожжённого сырого кирпича без статуи. Лепреаты участвовали в битве при Платеях против персов как самостоятельный народ. Лепрей был единственным городом Трифилии, который участвовал в битве при Платеях, упомянут в списке городов-участников битвы на Змеиной колонне в Константинополе.
По преданиям, переданным Павсанием, город основал Лепрей (Λεπρέας ή Λέπρεος), сын Пиргея или Кавкона, убитый в состязании Гераклом, либо Лепрея, дочь Пиргея, либо получил название от эпидемии лепры, поразившей город.
Лепреон играл ведущую роль среди городов древней Трифилии, поскольку контролировал дороги, соединявшие Элиду, Мессению и Аркадию. Это был опорный пункт сопротивления Трифилии против давления её соседей, мессенцев, аркадцев и особенно элийцев.
В ходе Пелопоннесской войны возник спор между Элидой, союзницей афинян и подвластным ей Лепреем. Спарта послала для защиты Лепрея гарнизон. После поражения антиспартанской коалиции в битве при Мантинее (418 до н. э.) Элида по мирному договору отказалась от притязаний на Лепрей.
Город в историческое время процветал и простирался от холма акрополя к северу от современной деревни до холма доисторического поселения. Внутри классического и эллинистического акрополя, который занимает вышеупомянутый холм, в классическую эпоху был построен храм Деметры.
Хотя город Лепреон пришёл в упадок, он просуществовал по крайней мере до 170 года н. э., времени путешественника Павсания, который описывает его как столицу Трифилии и упоминает храм Зевса Левкея, могилы Ликурга, сына Алея и Кавкона и храм Деметры.
Город существовал в византийскую эпоху. Согласно преобладающему мнению был заброшен в 800—1000 гг. после набегов пиратов и варваров. К востоку от акрополя классического периода расположены руины средневекового замка (Палеопиргос, Παλιόπυργος), построенного из материалов древних построек.
Согласно Страбону, Лепреон контролировал самую плодородную равнину Трифилии — Эпасийскую равнину (Αιπάσιον πεδίον), расположенную между рекой Неда и Самиком и примыкающей к заливу Кипарисиакос Ионического моря, а окружающие её горы обеспечивали мягкий климат.
Путешественники XVIII—XIX веков видели многочисленные остатки построек Лепреона.
До 1916 года (ΦΕΚ 78Β) деревня называлась Стровици (Στροβίτσι).

## Сообщество
Община Лепреон (Δήμος Λεπρέου) создана в 1835 году, вскоре после образования Королевства Греция. Сообщество Стровици (Κοινότητα Στροβιτσίου) создано в 1912 году (ΦΕΚ 262Α), в 1916 году (ΦΕΚ 78Β) переименовано в Лепреон (Κοινότητα Λεπρέου). В сообщество входит шесть населённых пунктов. Население 366 человек по переписи 2011 года. Площадь 10,48 квадратных километров.
| Населённый пункт | Население (2011), человек |
| ---------------- | ------------------------- |
| Аграпидья        | 12                        |
| Дракос           | 64                        |
| Лепреон          | 219                       |
| Панайес          | 27                        |
| Ревелейка        | 22                        |
| Скупас           | 22                        |

## Население
| Год  | Население, человек |
| ---- | ------------------ |
| 1991 | 486                |
| 2001 | 296                |
| 2011 | ↘ 219              |